# Otterbach (Gemünden)
Otterbach ist ein Ortsteil der Gemeinde Gemünden (Felda) im mittelhessischen Vogelsbergkreis. Das Haufendorf liegt in Oberhessen. In Ortsnähe am Billsteinkopf entspringt der Otterbach, der in die Felda mündet.

## Geschichte

### Ortsgeschichte
Erstmals urkundlich erwähnt wurde das Dorf unter dem Namen Otterbach um 1300.
Im Mittelalter gehörte der Ort zur Grafschaft Ziegenhain. 1450 starb Johann II., der letzte Graf von Ziegenhain und Nidda, kinderlos. Nach einer Vereinbarung mit den Landgrafen von Hessen fiel in diesem Fall das Erbe an die Landgrafschaft Hessen. Aber erst 1495 konnte ein Erbstreit mit den Grafen von Hohenlohe beigelegt werden, indem die hessischen Landgrafen die Hohenloher mit 9000 Gulden für die beiden Grafschaften abfanden.
Die Statistisch-topographisch-historische Beschreibung des Großherzogthums Hessen berichtet 1830 über Otterbach:

„Otterbach (L. Bez. Kirtorf) evangel. Filialdorf; liegt 2 1⁄4 St. von Kirtorf, und hat 26 Häuser, die von 145 Menschen, welche evangelisch sind, bewohnt werden. Die Mehrzahl der Einwohner gehört zum Bauernstand.“

Hessische Gebietsreform (1970–1977)
Zum 31. Dezember 1971 fusionierten im Zuge der Gebietsreform in Hessen die bis dahin selbständigen Gemeinden Burg-Gemünden, Ehringshausen, Elpenrod, Hainbach, Nieder-Gemünden, Otterbach und Rülfenrod freiwillig zur neuen Gemeinde Gemünden. Für alle eingegliederten ehemaligen Gemeinden wurde je ein Ortsbezirk gebildet.

### Verwaltungsgeschichte im Überblick
Die folgende Liste zeigt die Staaten und Verwaltungseinheiten, denen Otterbach angehört(e):
- vor 1450: Heiliges Römisches Reich, Grafschaft Ziegenhain
- ab 1450: Heiliges Römisches Reich, Landgrafschaft Hessen, Amt Burggemünden
- ab 1567: Heiliges Römisches Reich, Landgrafschaft Hessen-Marburg, Amt Burggemünden[9]
- 1604–1648: Heiliges Römisches Reich, strittig zwischen Landgrafschaft Hessen-Darmstadt und Landgrafschaft Hessen-Kassel (Hessenkrieg)
- ab 1604: Heiliges Römisches Reich, Landgrafschaft Hessen-Darmstadt, Oberfürstentum Hessen, Amt Burggemünden[10]
- ab 1806: Großherzogtum Hessen,[Anm. 2] Fürstentum Oberhessen, Amt Burggemünden[11][12]
- ab 1815: Großherzogtum Hessen, Provinz Oberhessen, Amt Homberg an der Ohm[13]
- ab 1821: Großherzogtum Hessen, Provinz Oberhessen, Landratsbezirk Kirtorf[14][Anm. 3]
- ab 1832: Großherzogtum Hessen, Provinz Oberhessen, Kreis Alsfeld
- ab 1848: Großherzogtum Hessen, Regierungsbezirk Alsfeld
- ab 1852: Großherzogtum Hessen, Provinz Oberhessen, Kreis Alsfeld
- ab 1867: Norddeutscher Bund,[Anm. 4] Großherzogtum Hessen, Provinz Oberhessen, Kreis Alsfeld
- ab 1871: Deutsches Reich, Großherzogtum Hessen, Provinz Oberhessen, Kreis Alsfeld
- ab 1918: Deutsches Reich (Weimarer Republik), Volksstaat Hessen, Provinz Oberhessen, Kreis Alsfeld
- ab 1938: Deutsches Reich, Volksstaat Hessen, Landkreis Alsfeld[15][Anm. 5]
- ab 1945: Amerikanische Besatzungszone,[Anm. 6] Groß-Hessen, Regierungsbezirk Darmstadt, Landkreis Alsfeld
- ab 1946: Amerikanische Besatzungszone, Hessen, Regierungsbezirk Darmstadt, Landkreis Alsfeld
- ab 1949: Bundesrepublik Deutschland, Hessen, Regierungsbezirk Darmstadt, Landkreis Alsfeld
- ab 1972: Bundesrepublik Deutschland, Hessen, Regierungsbezirk Darmstadt, Vogelsbergkreis
- ab 1981: Bundesrepublik Deutschland, Hessen, Regierungsbezirk Gießen, Vogelsbergkreis

### Gerichtszugehörigkeit seit 1803
In der Landgrafschaft Hessen-Darmstadt wurde mit Ausführungsverordnung vom 9. Dezember 1803 das Gerichtswesen neu organisiert. Für das Fürstentum Oberhessen (ab 1815 Provinz Oberhessen) wurde das „Hofgericht Gießen“ eingerichtet. Es war für normale bürgerliche Streitsachen Gericht der zweiten Instanz, für standesherrliche Familienrechtssachen und Kriminalfälle die erste Instanz. Übergeordnet war das Oberappellationsgericht Darmstadt. Die Rechtsprechung der ersten Instanz wurde durch die Ämter bzw. Standesherren vorgenommen und somit war für Otterbach das „Amt Homberg an der Ohm“ zuständig. Nach der Gründung des Großherzogtums Hessen 1806 wurden die Aufgaben der ersten Instanz 1821 im Rahmen der Trennung von Rechtsprechung und Verwaltung auf die neu geschaffenen Landgerichte übertragen. „Landgericht Homberg an der Ohm“ war daher von 1821 bis 1879 die Bezeichnung für das erstinstanzliche Gericht in Homberg an der Ohm, das für Otterbach zuständig war.
Anlässlich der Einführung des Gerichtsverfassungsgesetzes mit Wirkung vom 1. Oktober 1879, infolge derer die bisherigen großherzoglichen Landgerichte durch Amtsgerichte an gleicher Stelle ersetzt wurden, während die neu geschaffenen Landgerichte nun als Obergerichte fungierten, kam es zur Umbenennung in „Amtsgericht Homberg an der Ohm“ und Zuteilung zum Bezirk des Landgerichts Gießen. Am 15. Juni 1943 wurde das Gericht zur Zweigstelle des Amtsgerichtes Alsfeld, aber bereits wieder mit Wirkung vom 1. Juni 1948 in ein Vollgericht umgewandelt. Am 1. Juli 1968 erfolgte die Auflösung des Amtsgerichts Homberg und Otterbach wurde dem Bereich des Amtsgerichts Alsfeld zugeteilt.

## Bevölkerung

### Einwohnerstruktur 2011
Nach den Erhebungen des Zensus 2011 lebten am Stichtag dem 9. Mai 2011 in Otterbach 75 Einwohner. Darunter waren keine Ausländer. Nach dem Lebensalter waren 9 Einwohner unter 18 Jahren, 24 zwischen 18 und 49, 24 zwischen 50 und 64 und 15 Einwohner waren älter. Die Einwohner lebten in 27 Haushalten. Davon waren 3 Singlehaushalte, 12 Paare ohne Kinder und 9 Paare mit Kindern, sowie 3 Alleinerziehende und keine Wohngemeinschaften. In 3 Haushalten lebten ausschließlich Senioren und in 18 Haushaltungen lebten keine Senioren.

### Einwohnerentwicklung
| • 1806: | 111 Einwohner, 23 Häuser           |
| • 1829: | 145 Einwohner, 26 Häuser           |
| • 1867: | 124 Einwohner, 21 bewohnte Gebäude |
| • 1875: | 114 Einwohner, 16 bewohnte Gebäude |

| Otterbach: Einwohnerzahlen von 1791 bis 2020 | Otterbach: Einwohnerzahlen von 1791 bis 2020 | Otterbach: Einwohnerzahlen von 1791 bis 2020 | Otterbach: Einwohnerzahlen von 1791 bis 2020 | Otterbach: Einwohnerzahlen von 1791 bis 2020 |
| --- | -------------------------------------------- | -------------------------------------------- | -------------------------------------------- | -------------------------------------------- |
| Jahr |                                              |                                              |                                              | Einwohner                                    |
| 1791 | 1791                                         |                                              | 102                                          | 102                                          |
| 1800 | 1800                                         |                                              | 102                                          | 102                                          |
| 1806 | 1806                                         |                                              | 111                                          | 111                                          |
| 1829 | 1829                                         |                                              | 145                                          | 145                                          |
| 1834 | 1834                                         |                                              | 145                                          | 145                                          |
| 1840 | 1840                                         |                                              | 142                                          | 142                                          |
| 1846 | 1846                                         |                                              | 151                                          | 151                                          |
| 1852 | 1852                                         |                                              | 119                                          | 119                                          |
| 1858 | 1858                                         |                                              | 126                                          | 126                                          |
| 1864 | 1864                                         |                                              | 131                                          | 131                                          |
| 1871 | 1871                                         |                                              | 114                                          | 114                                          |
| 1875 | 1875                                         |                                              | 114                                          | 114                                          |
| 1885 | 1885                                         |                                              | 137                                          | 137                                          |
| 1895 | 1895                                         |                                              | 120                                          | 120                                          |
| 1905 | 1905                                         |                                              | 117                                          | 117                                          |
| 1910 | 1910                                         |                                              | 120                                          | 120                                          |
| 1925 | 1925                                         |                                              | 125                                          | 125                                          |
| 1939 | 1939                                         |                                              | 132                                          | 132                                          |
| 1946 | 1946                                         |                                              | 170                                          | 170                                          |
| 1950 | 1950                                         |                                              | 149                                          | 149                                          |
| 1956 | 1956                                         |                                              | 138                                          | 138                                          |
| 1961 | 1961                                         |                                              | 122                                          | 122                                          |
| 1967 | 1967                                         |                                              | 126                                          | 126                                          |
| 1970 | 1970                                         |                                              | 114                                          | 114                                          |
| 1980 | 1980                                         |                                              | ?                                            | ?                                            |
| 1990 | 1990                                         |                                              | ?                                            | ?                                            |
| 2000 | 2000                                         |                                              | ?                                            | ?                                            |
| 2011 | 2011                                         |                                              | 75                                           | 75                                           |
| 2015 | 2015                                         |                                              | 74                                           | 74                                           |
| 2020 | 2020                                         |                                              | 73                                           | 73                                           |
| Datenquelle: Historisches Gemeindeverzeichnis für Hessen: Die Bevölkerung der Gemeinden 1834 bis 1967. Wiesbaden: Hessisches Statistisches Landesamt, 1968. Weitere Quellen: LAGIS; 1791; 1800; Zensus 2011; Gemeinde Gemünden (Felda): Webarchiv (2015,2020) |                                              |                                              |                                              |                                              |

## Religion
Historische Religionszugehörigkeit
| • 1829: | 145 evangelische (= 100 %) Einwohner                               |
| • 1961: | 103 evangelische (= 84,43 %), 19 katholische (= 15,57 %) Einwohner |

Evangelische Kirche
Otterbach gehört in der Propstei Oberhessen zum Evangelischen Dekanat Vogelsberg und darin zur Evangelischen Katharinengemeinde Gemünden. Die dortige Pfarrstelle betreute Anfang 2021 mit einer Pfarrerin sechs Kirchen und zwei Gemeindehäuser. Die Kirche in Otterbach war ein 1834 umgebautes und gewidmetes ehemaliges Schulhaus. Dieses wurde 2021 entwidmet, verkauft und einer anderen Nutzung zugeführt.

## Politik
Für Otterbach besteht ein Ortsbezirk (Gebiete der ehemaligen Gemeinde Otterbach) mit Ortsbeirat und Ortsvorsteher nach der Hessischen Gemeindeordnung.
Der Ortsbeirat besteht aus drei Mitgliedern. Bei den Kommunalwahlen in Hessen 2021 kam kein Ortsbeirat zustande.